# 日本スイミングクラブ協会
一般社団法人日本スイミングクラブ協会（にほんスイミングクラブきょうかい、Japan Swimming Club Association）は、水泳を楽しむ方向にすすめクラブライフを楽しめるスイミングクラブづくりを行うスポーツ組織である。旧文部科学省所管。

## 主催イベント
- JSCAブロック対抗水泳競技大会
- JSCA新年フェスティバル
- JSCA全国マスターズスイミングフェスティバル
- ベストスイマー賞